# NGC 2640
NGC 2640 je galaksija u zviježđu Kobilici.

## Vanjske poveznice
- SEDS: NGC 2640